# Informaticien
Un informaticien ou une informaticienne est une personne qui exerce un métier dans l'étude, la conception, la production, la gestion ou la maintenance des systèmes de traitement de l'information.
La définition générale désigne le technicien ou l'ingénieur spécialiste d'un système informatique.

## Historique

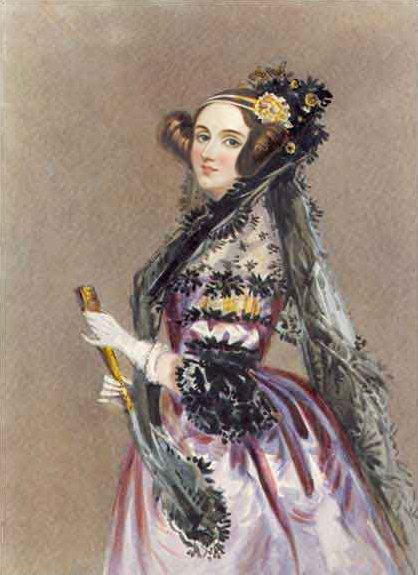
Ada Lovelace, considérée comme la première informaticienne pour son travail algorithmique sur le moteur analytique de Charles Babbage.

### Apparition du métier
Le métier d'informaticien apparaît à la fin du XIXe siècle avec l’émergence de la mécanographie. Celle-ci consiste alors à traiter l'information à l'aide de systèmes électromécaniques. Les mécanographes sont ainsi employés à s'occuper de ces systèmes et ce n'est qu'au milieu du XXe siècle, avec l'arrivée du terme allemand « Informatik » créé par l'ingénieur Karl Steinbuch et repris en France par Philippe Dreyfus, que le terme d'informaticien voit le jour. Dans les années 1940, les programmeurs sont essentiellement des programmeuses, la partie jugée noble du travail et préférentiellement dévolue aux hommes étant celles des infrastructures,.
Dans les années 1960 à 1980, on nomme informaticien toute personne exerçant un métier en rapport avec l'informatique. Les métiers de la programmation, bien payés, se masculinisent rapidement,, même si avec la structuration des formations, les ingénieures font une percée et culminent à 37 % des effectifs aux États-Unis et à 20 % en France. Les femmes y sont surtout prépondérantes dans le métier peu qualifié de perforatrice, devenu ensuite encodeuse. Depuis le milieu des années 1980 et l'arrivée des ordinateurs personnels dans les foyers, ce domaine est largement investi par les hommes, dans les pays occidentaux. Dans les écoles d'informatique, les femmes ne forment plus que 15 % des effectifs en 2018.

### Étymologie

#### Appellations
La variété et le peu de rapport des métiers du génie informatique fait tomber le terme informaticien en désuétude en France au profit de noms plus spécifiques : agent d'exploitation, administrateur système, responsable de sécurité, administrateur de sécurité, administrateur réseau, analyste, programmeur, architecte informatique, etc. Ces métiers peuvent concerner le domaine matériel et le domaine logiciel. « Informaticien » est donc un terme générique désignant des métiers différents les uns des autres et propre à une époque où on ne les distinguait pas toujours.
Depuis le début du XXIe siècle, le terme est différencié de l’opérateur, qui se sert de l'informatique comme d'un outil destiné à son propre métier. La profession d’informaticien regroupe ainsi tous les corps de métier qui visent à concevoir, à coordonner ou à mettre en œuvre le développement ou le déploiement d'une solution informatisée qui est mise à la disposition des opérateurs appelés alors utilisateurs.

#### Étymologie
Le terme « informaticien » trouve son origine étymologique dans le radical de l'« informatique » suivi du suffixe -ien. C'est ainsi un dérivé de information, avec le suffixe -ique ; ce mot est forgé par Philippe Dreyfus en 1962, mais avalisé par Charles de Gaulle qui est considéré comme le père de l'étymologie de ce métier, tranchant entre les différentes possibilités qu'il existait pour définir la profession. Au féminin, ce professionnel porte le nom d'« informaticienne ».

## Domaines des métiers de l'informatique de base

### Informaticien logiciel et programmation
Le travail d'un informaticien logiciel (programmeur) se traduit concrètement par différentes activités, souvent liées à l'âge et à l'expérience de l'informaticien logiciel :
- le débutant, sorti de l'école ou de la faculté, fera généralement du développement ; il écrit en langage informatique les tâches décrites d'un programme selon les spécifications qui lui sont fournies. Il effectue aussi de la maintenance sur des programmes existants, ainsi que des évolutions (ajouts de fonctionnalités aux programmes, etc.) ;
- après quelques années, l'informaticien logiciel dispose d'une meilleure connaissance technique et métier. En commençant à encadrer de plus jeunes développeurs, l'une des évolutions possibles est de devenir chef de projet. La connaissance grandissante des techniques et du métier permet à l'informaticien logiciel de conseiller les utilisateurs ou clients afin de les aider à cerner leurs besoins, évoquer des fonctionnalités oubliées, etc. Il propose également des solutions techniques sur lesquelles il tranche avec le client : interface locale sur chacun des postes, interface web partagée, base de données… Il peut ensuite devenir architecte du système d'information ou responsable du système d'information, à la tête de plusieurs projets d'envergure, comme un progiciel de gestion intégré.

L'évolution du métier d'informaticien logiciel est soumise à certaines turbulences depuis la fin du XXe siècle. Les fonctions d'un programmeur débutant ne comportent pas toujours de responsabilités de conception et impliquent rarement un rôle de direction de projet. Mais en même temps, les règles d'avancement, les grilles de rémunération en vigueur et les critères de reconnaissance sociale limitent considérablement les possibilités de carrière pour les programmeurs, provoquant un phénomène de « fuite des cerveaux » vers d'autres métiers. Les programmeurs de haut niveau sont donc extrêmement rares; on les trouve principalement dans les cellules de recherche et développement des constructeurs informatiques et éditeurs de logiciels (certains ont d'ailleurs une notoriété internationale). Il est à noter aussi que, dans les autres entreprises, la dévalorisation de la fonction se manifeste notamment par la quasi-disparition du mot programmeur dans les intitulés de fonction des informaticiens qui exercent ce métier (nommés de préférence ingénieurs d'étude, ingénieur de développement, etc.).

## Grands métiers de l'informatique

### Métiers de l'informatique
Les métiers de l'informatique regroupent :

#### Métiers techniques (informaticien)
- les administrateurs de bases de données ou DBA : chargés du bon fonctionnement d'une base de données ou d'un système de gestion de base de données ;
- les administrateurs réseau : chargés de gérer les comptes et les machines d'un réseau ;
- les administrateurs système : chargés de la maintenance applicative des serveurs ;
- les analystes-programmeurs : chargés de spécifier techniquement les concepts définis par le Concepteur (ou analyste) en composants informatiques ;
- les architectes de systèmes d’information : chargés de définir la cartographie de systèmes informatiques (logicielle et matérielle) ;
- les chercheurs : chargés de formaliser les problèmes à résoudre, de développer des algorithmes permettant de les résoudre, de définir de nouvelles structures de données, de nouveaux concepts, de nouveaux langages de programmation ou de nouveaux systèmes informatiques ;
- les développeurs : chargés de la programmation au sein du projet ;
- les pen-testeurs : chargés, avec l'accord de leurs propriétaires, d'attaquer les systèmes informatiques en vue d'évaluer l'efficacité des solutions de sécurité mises en place et d'en proposer des améliorations (voir test d'intrusion) ;
- les techniciens de maintenance : chargés de l'assistance technique, de la disponibilité des postes de travail, des sauvegardes de données, du déploiement des ordinateurs, etc. Ils doivent veiller au bon fonctionnement du parc informatique et faire de la maintenance "préventive" ;
- les techniciens en télécommunications ;

#### Métiers non-techniques (employés du secteur informatique)
- les chefs de projets : chargés de la rédaction des cahiers de charges des applications manuelles ou innovantes et à élaborer les résultats informatiques exigés par les demandeurs. Une autre de leurs tâches consiste en la planification des projets, techniquement et en termes de ressources humaines ;
- les analystes d'affaires : chargés d'identifier les besoins des utilisateurs et de les spécifier ;
- les consultants : chargés par essence d'analyser un environnement, un besoin ou un problème informatiques sur les plans fonctionnel et technique et de proposer un ou plusieurs scénarios d'évolution ou de résolution adéquats. Leur champ d'activité est, en pratique, beaucoup plus variable et vaste : il s'étend du conseil à la gestion de projet, en passant par l'action commerciale ;
- les directeurs des systèmes d'information chargés d'encadrer l'ensemble de l'activité informatique d'une structure ;
- les ergonomes informatiques : chargés notamment d'améliorer la convivialité et l'efficacité des interfaces homme-machine ;
- les rédacteurs techniques : chargés de produire la documentation destinée aux métiers ;
- les responsables de la sécurité des systèmes d'information : chargés de la sécurité des systèmes d'information ;
- les techniciens helpdesk : chargés d'assister les usagers par téléphone ;
- les testeurs ou qualifieurs : chargés de tester le logiciel ou les chaines de programmes produit par les programmeurs, par exemple durant la période de VABF ;
- les urbanistes : chargés de redéfinir les projets sur le plan fonctionnel ;
- les community manager ou les gestionnaires de communautés, qui animent et fédèrent des communautés sur Internet pour le compte d'une société, d'une marque, d’une célébrité ou d’une institution.
- les webmasters : chargés de la ligne éditoriale et du contenu des sites Web.

### Métiers connexes d'informaticien (vente, assistance technique)
De nombreux métiers sont apparentés à l'informatique. Parmi ceux-ci, certains peuvent néanmoins être exercés par des autodidactes en informatique, ou par des personnes ne disposant pas spécialement de notions techniques :
- vendeur de produits informatiques : chargé de conseiller les acheteurs sur les produits informatiques (exemple : vendeur en micro-informatique) ;
- téléassistant : préposé à l'assistance aux utilisateurs ;
- commercial ;
- webmestre gérant le contenu : chargés du suivi éditorial d'un site web, sans responsabilité de maintenance technique ;
- Rédacteur de documentation : chargé de produire les documents écrits destinés aux utilisateurs ;
- infographiste : concepteur des outils d'infographie, puis graphiste utilisant l'ordinateur comme outil de création graphique chargés de produire :
  - des icônes, dessins ou diagrammes dans le respect de la charte graphique d'un logiciel,
  - un travail graphique ou artistique qui n'est pas propre au domaine informatique (exemples : mise en couleur, dessin assisté par ordinateur…) ;

## Itinéraires de formation
Selon un sondage de 2019 effectué auprès de 9000 répondants, les métiers touchant au développent du code informatique sont exercés par des personnes qui se considèrent pour 36 % d'entre elles comme étant autodidactes.

### Formation initiale
Filières courtes :
- France : BTS ou BUT (anciennement DUT), licence[10].
- Belgique : bachelier en informatique et systèmes, bachelier en informatique de gestion.
- Suisse : école technique, Certificat fédéral de capacité d'informaticien, puis brevet fédéral et/ou diplôme fédéral.
- Québec : diplôme d'études collégiales (DÉC) en techniques de l'informatique[11].

Filières longues :
- Tous pays : doctorat.
- France : master en informatique ou école d'ingénieurs[10].
- Belgique : Master en sciences informatiques, master en sciences de l'ingénieur industriel en informatique, ingénieur civil en informatique ou ingénieur civil en informatique et gestion.
- Suisse : Master en sciences informatiques, EPF (master), HES (master).
- Québec : baccalauréat en informatique (3 ans d'études), baccalauréat en génie informatique (4 ans d'études universitaires)[12].

### Formation professionnelle
Entreprises de formation privées, organismes de formation d'état.